# 結城孫三郎
結城 孫三郎（ゆうき まござぶろう）は糸あやつり人形遣い師。江戸糸あやつり人形芝居「結城座」の座長で、名跡でもある。現在の当主は13代目であるが、2代目から8代目まで不明な点が多い。

## 初代
（生没年不詳）
1635年に江戸で説経節の人形芝居結城座を開いた。後に義太夫の糸操り人形芝居を興行を行なった。

## 9代目
（明治4年（1869年）8月 - 昭和22年（1947年）1月11日）本名は田中清太郎。
東京の生まれ、写絵師の両川亭船遊の子。糸あやつり人形遣いの山本三之助等に師事し、1900年に9代目孫三郎と改名して写し絵から糸あやつりに転じる｡ 写絵も嗜み2代目両川亭船遊を襲名している。
長男が10代目孫三郎（後の結城雪斎）、孫は11代目孫三郎、12代目孫三郎、3代目結城一糸。

## 10代目
（明治40年（1907年）1月9日 - 平成9年（1997年）12月13日）本名は田中清。
東京の生まれ、9代目孫三郎の長男。1911年に2代目結城一糸の名で初舞台。1947年に10代目孫三郎を襲名。1972年に長男に11代目孫三郎を譲り、結城雪斎を襲名。結城座だけでなくテレビ、寄席への出演も積極的に行い普及に力を注いだ。海外公演も積極に行なった。1986年のベオグラード国際演劇祭での「マクベス」はベオグラード国際演劇祭特別賞受賞。他の受賞に、1956年には結城座の東京都無形文化財保持者。1957年に芸術祭賞 文部大臣賞。1970年に紫綬褒章。同年に文化財功労者 勲四等瑞宝章等がある。
著書に「糸あやつり」。
妻は女義太夫（娘義太夫）の竹本素京、長男が11代目孫三郎、次男が12代目孫三郎、三男が3代目結城一糸、長女が3代目結城千恵。

## 11代目
（昭和9年（1934年）12月6日 - ）本名は田中純。
東京の生まれ、10代目孫三郎の長男。1938年に日本橋倶楽部で初舞台。1972年に11代目孫三郎を襲名し座長に就任。1990年12月「結城座」退座、孫三郎を返上し「操り座おどらでく」を結成。本名の田中純を名乗り、2005年には三代目結城一糸らと共に「江戸糸あやつり人形座」を設立。実験的な活動にも積極的に参加している。

## 12代目
（昭和18年（1943年）10月16日 - ）本名は田中克昌。
10代目孫三郎の二男。1972年、写し絵家元三代目両川船遊を襲名。人形遣いとともに写し絵師の活動も開始。1993年、12代目孫三郎を襲名。2021年に長男に13代目孫三郎を譲って以降は両川船遊のひとつ名に戻して活動を続けている。

## 13代目
（昭和53年（1978年） - ）本名は田中数馬。
12代目結城孫三郎の長男。2021年（令和3年）6月、第13代目襲名披露公演。